# Slättfjällsmossarnas naturreservat
SSlättfjällsmossarnas naturreservat är ett naturreservat i Färgelanda kommun och Melleruds kommun i Västra Götalands län.
Området är naturskyddat sedan 2024 och är 644 hektar stort. Reservatet ligger på Kroppefjälls platå. Reservatet består av fem stora myrar, hassel och ek. 